# Cục Cảnh sát quản lý tạm giữ, tạm giam và thi hành án hình sự tại cộng đồng (Việt Nam)
Cục Cảnh sát quản lý tạm giữ, tạm giam và thi hành án hình sự tại cộng đồng (C11) trực thuộc Bộ Công an Việt Nam có chức năng giúp Bộ trưởng Bộ Công an Việt Nam tham mưu với Đảng Cộng sản Việt Nam và Nhà nước Việt Nam các chủ trương, chính sách, đường lối pháp luật về công tác tạm giữ, tạm giam, công tác thi hành án hình sự tại cộng đồng và thi hành án hình sự tại xã, phường thị trấn.

## Lịch sử
Trong đợt cải cách bộ máy Bộ Công an Việt Nam, Tổng cục Cảnh sát Thi hành án hình sự và Hỗ trợ Tư pháp (Tổng cục VIII) bị bãi bỏ. Bảy cục thuộc tổng cục VIII được sắp xếp lại thành hai cục là Cục Cảnh sát Quản lí trại giam, cơ sở giáo dục bắt buộc, trường giáo dưỡng (C10) và Cục Cảnh sát Quản lí quản lý tạm giữ, tạm giam và thi hành án hình sự tại cộng đồng (C11).

## Lãnh đạo hiện nay

#### Cục trưởng
- Trung tướng Nguyễn Văn Phục, Phó Thủ trưởng Cơ quan Quản lý tạm giữ, tạm giam, Bộ Công an

#### Phó Cục trưởng
- Thiếu tướng Hoàng Ngọc Bích
- Đại tá Bùi Đắc Huyền[2]
- Đại tá Nguyễn Văn Long
- Đại tá Nguyễn Thị Quế Thu

## Tổ chức
- Phòng Hướng dẫn hỗ trợ tư pháp và quản lý kho vật chứng